# Heinz Wastian
Heinz Robert Wastian (* 13. Juni 1970) ist ein ehemaliger österreichischer Fußballtorwart.

## Karriere
Wastian spielte bis 1991 bei der WSG Brückl. Zur Saison 1991/92 wechselte er zum SAK Klagenfurt. Im Jänner 1994 schloss er sich der DSG Klopeinersee an. Nach einem halben Jahr kehrte er wieder zum SAK zurück. Mit den Klagenfurtern stieg er 1995 in die zweite Liga auf. Sein Debüt in der zweithöchsten Spielklasse gab er im April 1996, als er am 23. Spieltag der Saison 1995/96 gegen den SV Spittal/Drau in der Halbzeitpause für Adolf Preschern eingewechselt wurde.
Bis Saisonende kam Wastian zu zwei Zweitligaeinsätzen, der SAK stieg nach nur einer Spielzeit wieder aus der zweiten Liga ab. Im Jänner 1997 schloss er sich dem VST Völkermarkt an. Zur Saison 1998/99 wechselte er zum FC Poggersdorf, in der Winterpause kehrte er wieder nach Völkermarkt zurück. Zur Saison 1999/2000 wechselte er erneut nach Poggersdorf. Im Sommer 2000 ging er zum SK Kühnsdorf. Zwischen Jänner 2001 und 2004 spielte er beim GSC Liebenfels, zur Saison 2004/05 kehrte Wastian zu Brückl zurück. Zur Saison 2005/06 wechselte er noch einmal nach Völkermarkt, wo er schließlich nach Saisonende auch seine Karriere beendete.